# The Changeling (Star Trek)
The Changeling is een aflevering van de De oorspronkelijke serie van Star Trek. Het is een van de weinige afleveringen die zich geheel aan boord van de Enterprise afspeelt, een zogenaamde bottle episode. Deze aflevering werd voor het eerst uitgezonden op 29 september 1967 op de Amerikaanse televisiezender NBC.

## Synopsis
De USS Enterprise komt een ruimtesonde tegen met de naam Nomad, die ooit vanaf de aarde gelanceerd is. Deze is door een botsing met een buitenaardse sonde opnieuw geprogrammeerd waardoor deze nu alles wat het tegenkomt en niet perfect is vernietigd. De sonde laat zich aan boord van de Enterprise halen omdat deze denkt dat Kirk haar schepper is.
De sonde wil de Enterprise nog steeds vernietigen maar Kirk weet de sonde uit te leggen dat deze zelf niet perfect is omdat deze Kirk ten onrechte voor haar maker aanzag. Waarna Nomad zichzelf vernietigt.